# Kościół św. Katarzyny w Warszawie

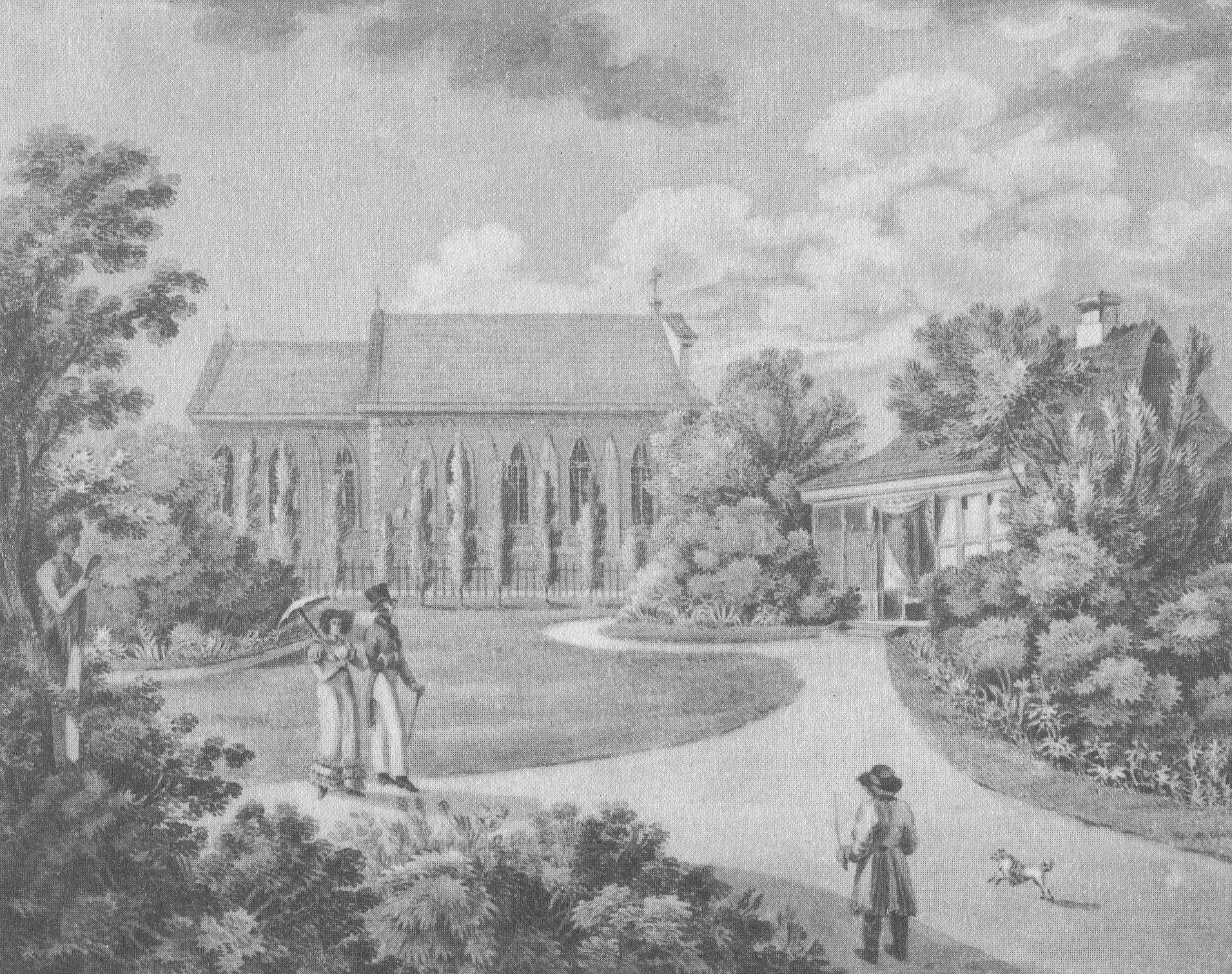
Kościół na rysunku Aleksandra Majerskiego (1818)

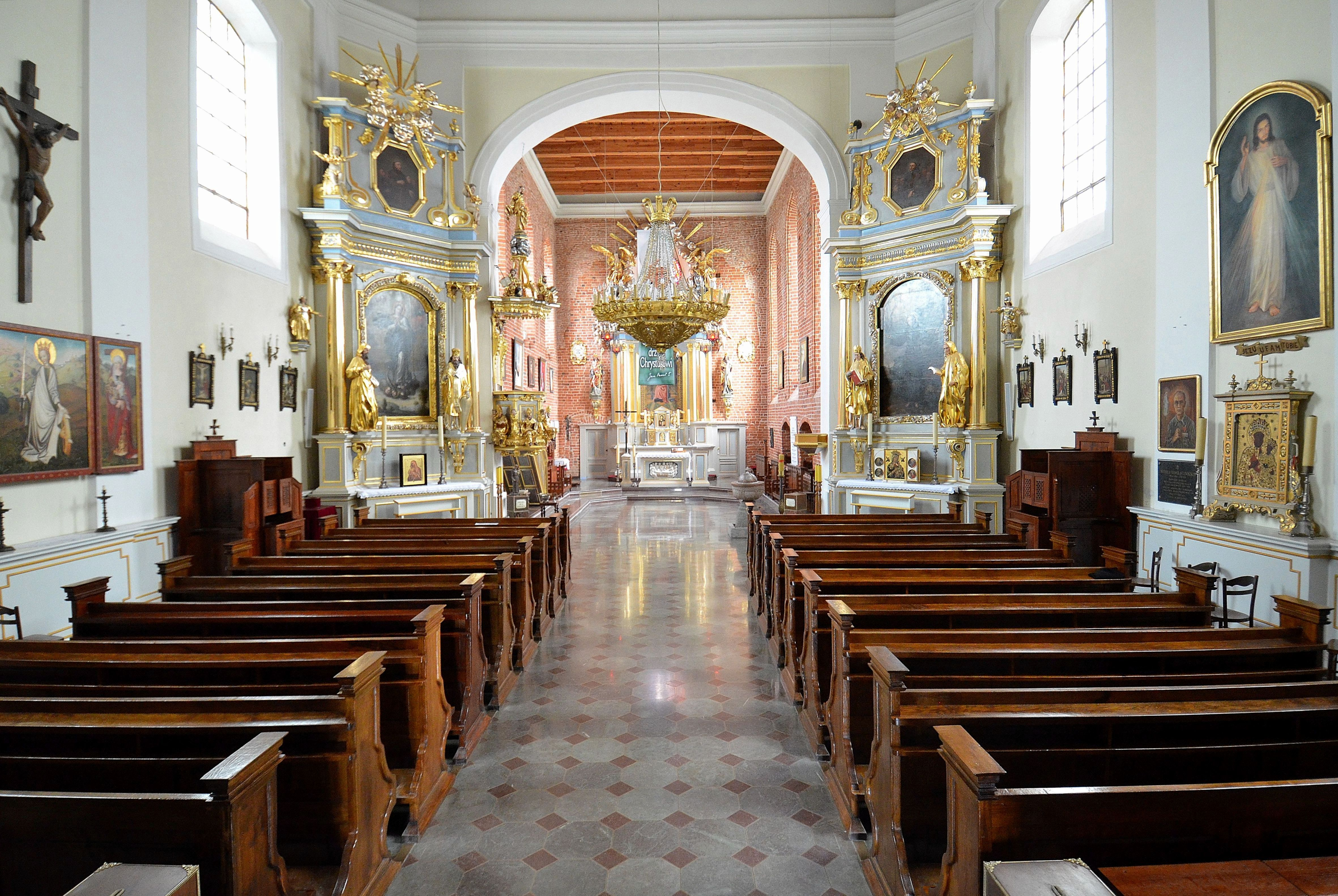
Wnętrze kościoła

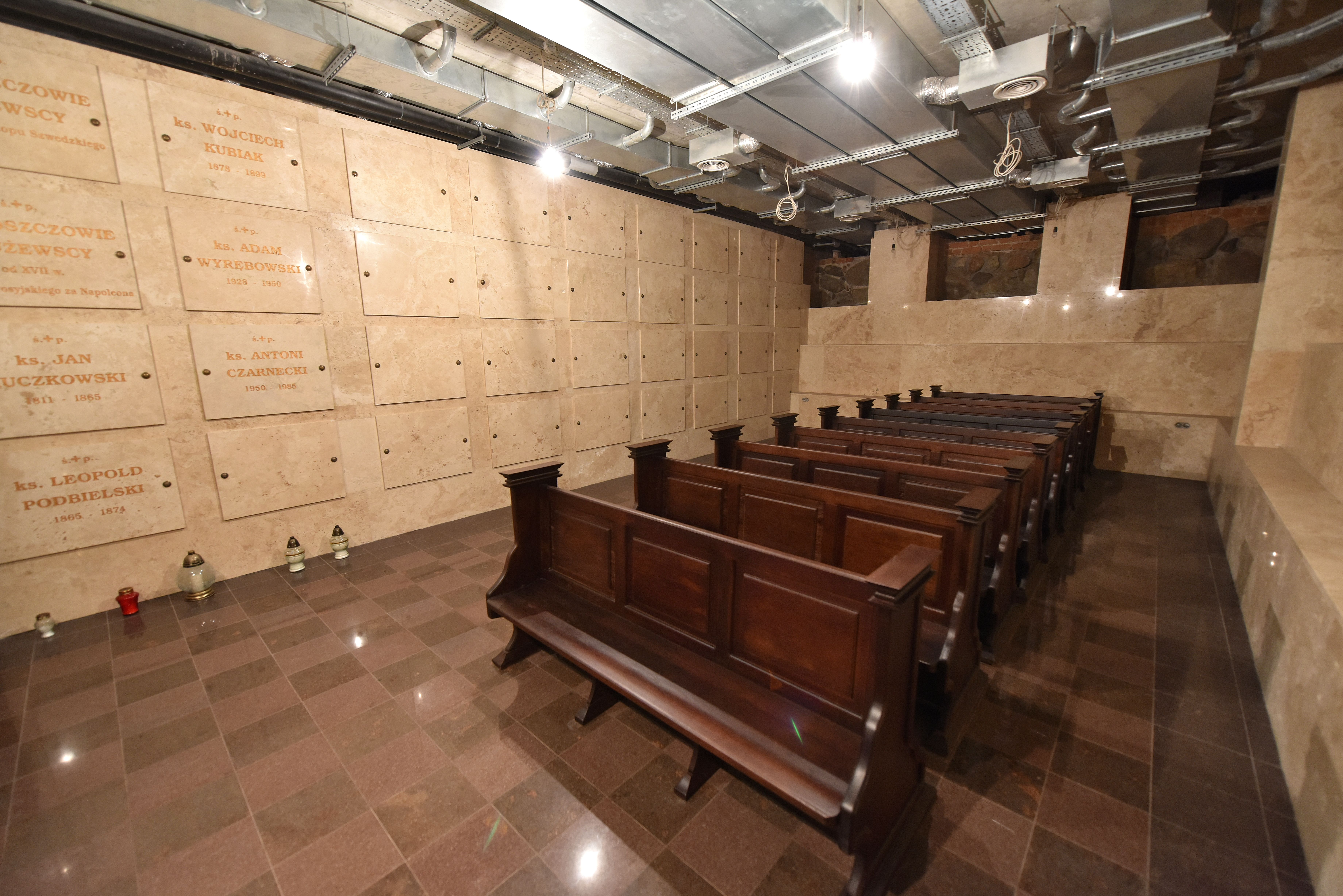
Fragment podziemi świątyni

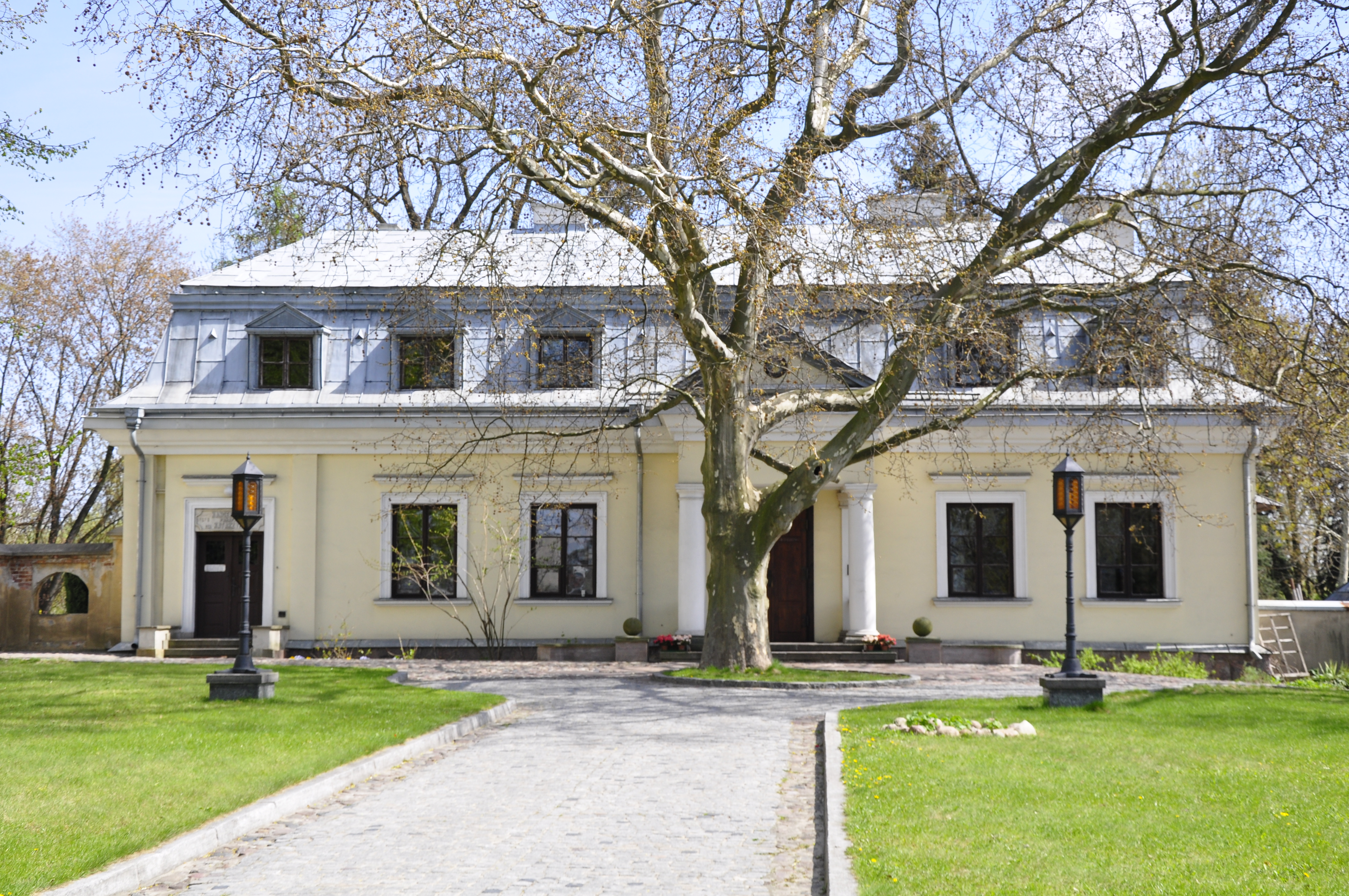
Budynek plebanii

Kościół św. Katarzyny – kościół rzymskokatolicki znajdujący się w dzielnicy Ursynów w Warszawie, na terenie dawnej wsi Służew.

## Historia
Już w 1065 istniał na terenie Służewa ośrodek misyjny benedyktynów. Parafia św. Katarzyny została ufundowana w 1238 przez księcia Konrada mazowieckiego, erygowana przez biskupa poznańskiego Pawła z Bnina (Bnińskiego).
Do 1798 kościół znajdował się w diecezji poznańskiej, a następnie – warszawskiej.
Od 1245 do XVIII wieku kolatorami kościoła i parafii był ród Służewskich (herbu Radwan), później majątek Służew został nabyty przez właścicieli Wilanowa.

Józef Łukaszewicz taką zamieszcza wzmiankę o kościele (pisownia oryginalna):
Wieś Służewo jest gniazdem starożytnej rodziny Służewskich, czy też Służowskich, herbu Radwan, w której znajdowała się jeszcze w początkach 17. wieku. Kto i kiedy w tej wsi kościół parochialny założył, niewiadomo. Zapewne założyli go Służewscy. W r. 1603 wizytował go Goślicki, ówczesny biskup poznański i tak go opisał: „Kościół w Służewie jest z cegły palonej postawiony, chór jego większy jest poświęcony pod tytułem ś. Katarzyny, drugi zaś chór, to jest mniejszy, jeszcze jest niepoświęcony. Podniebienie kościoła jest z desek, sam kościół dobrze pokryty. Kolatorami jego są: Anna Służewska wdowa i synowie jej Stanisław, Piotr i Jan Służewscy.” Uposażeniem kościoła, prócz folwarku, złożonego z trzech staji roli w Służewie, były dziesięciny z Służewa, Woli służewskiej, Moczydłowa, Wyczółek, Służewca, Jemielinka, Zbarza, Gorzkiewek, Rakowa, Okęcia, Włoch, Solipsów, Szop. …
Do 1945 kolatorami kościoła byli kolejno: Czartoryscy, Potoccy i Braniccy.
Najpóźniej od początków XVI wieku przy parafii funkcjonowała szkoła parafialna. Do 1945 przy parafii funkcjonował także dom opieki dla starców i osób niepełnosprawnych ruchowo oraz sierociniec. Do rozbiorów działał mały szpitalik dla ubogich.
Niewiele wiadomo o pierwszym budynku kościelnym, badania archeologiczne na terenie parafii potwierdzają przypuszczenie, że na tym samym wzgórzu niegdyś istniał ośrodek kultu pogańskiego (wypalona ziemia wskazuje na ognisko płonące nieustannie przez kilkaset lat), być może więc początkowo jedynie zaadaptowano dawną świątynię pogańską. W XIII wieku zbudowano w tym miejscu kościół drewniany, w późniejszym średniowieczu zaś – murowany kościół w stylu gotyku mazowieckiego, przebudowany w 1742 przez księcia Augusta Aleksandra Czartoryskiego (jego ówczesny wygląd uwiecznił Wincenty Kasprzycki) i jeszcze raz w 1848 według utrzymanego w stylu neoromańskim projektu Franciszka Lanciego.
W 1965 roku świątynia została wpisana do rejestru zabytków.

## Wnętrze i otoczenie
Wnętrze kościoła uległo zniszczeniu podczas potopu szwedzkiego i zostało ponownie ozdobione przez warszawski zakład rzeźbiarski Jana Plerscha (warszawski barok). W 1987 dodatkowe rzeźby zostały wykonane przez zespół Andrzeja Kossa z warszawskiej Akademii Sztuk Pięknych. Kościół przyozdabiają także inne rzeźby i obrazy, pochodzące z różnych epok: średniowieczne, renesansowe, XIX-wieczne i eklektyczne (z lat 30.). Na bocznych ścianach prezbiterium znajdują się współcześnie malowane w technice olejnej portrety błogosławionych i świętych związanych z tutejszą parafią. Są to portrety: błogosławionego Edwarda Detkensa, błogosławionego Michała Czartoryskiego, świętego Jana Pawła II, świętego Stanisława Papczyńskiego oraz błogosławionego Stefana Wyszyńskiego. Portrety świętego Stanisława Papczyńskiego oraz błogosławionego Stefana Wyszyńskiego zostały poświęcone przez kard. Kazimierza Nycza podczas mszy świętej w maju 2017. Autorem obrazów jest absolwent ASP w Warszawie Jerzy Maciejowski uczeń profesora Stefana Gierowskiego (pracownia malarstwa) i profesora Edwarda Tarkowskiego (pracownia technik malarstwa ściennego). Inny obraz autorstwa Jerzego Maciejowskiego znajduje się po prawej stronie nawy głównej kościoła. To powstała na początku lat 90. kopia łagiewnickiego obrazu „Jezu Ufam Tobie”.
Budynek plebanii pochodzi z 1640, w jej holu zachowała się ceglana posadzka mazowiecka z XVII w.
Na terenie przykościelnym znajduje się także, odsłonięty w 1993 pomnik Męczenników Terroru Komunistycznego 1944–1956 projektu Macieja Szańkowskiego i Sławomira Korzeniewskiego.
Obok kościoła znajdują się pomniki przyrody, m.in. dwa jesiony wyniosłe i lipa drobnolistna.

### Dzwonnica i dzwony
Obecna dzwonnica została wzniesiona na miejscu poprzedniej w 1881, przetrwała (podobnie jak kościół, plebania i wikariatka) II wojnę światową. Jej nadbudowę o jedną kondygnację wykonano w latach 1991–1994. Znajduje się w niej sześć dzwonów – jeden XVI-wieczny, jeden XVIII-wieczny, jeden z początków XX wieku i trzy współczesne. Najstarszy dzwon pochodzi z nieistniejącego kościoła św. Jerzego.
|    | Imię      | Waga     | Ton   | Średnica | Rok odlania             | Odlewnia                                         |
| -- | --------- | -------- | ----- | -------- | ----------------------- | ------------------------------------------------ |
| 6. | N/A       | ~30 kg   | d'''  | 33,5 cm  | 1779                    | Ioh. Zacharias Neuberdt, Warszawa                |
| 5. | N/A       | ~100 kg  | f"(+) | 56 cm    | 1913                    | N/A                                              |
| 4. | Katarzyna | ~250 kg  | d"(-) | 75 cm    | 1991                    | Odlewnia dzwonów Janusza Felczyńskiego, Przemyśl |
| 3. | Józef     | ~450 kg  | h'    | 89 cm    | 1991                    | Odlewnia dzwonów Janusza Felczyńskiego, Przemyśl |
| 2. | N/A       | ~700 kg  | a'    | ~110 cm  | prawdopodobnie XVI wiek | N/A                                              |
| 1. | Salvator  | ~1700 kg | d'    | 141 cm   | 2000                    | Ludwisarnia Felczyńskich, Taciszów               |